# Lihir
Lihir (ook Niolam genoemd) is een vulkanisch eiland in de Lihir groep in Papoea-Nieuw-Guinea. Het is 205 vierkante kilometer groot en het hoogste punt is 854 meter. Het bestaat uit een aantal overlappende slapende stratovulkanen (Luise, Kinami en Huniho). Op Lihir bevindt zich Ladolam, een zeer grote goudmijn die geëxploiteerd wordt door Newcrest Mining Limited. De geschatte reserve is 40 miljoen ounce.
De volgende zoogdieren komen er voor:
- Thylogale browni (prehistorisch geïntroduceerd, maar weer uitgestorven)
- Dobsonia anderseni
- Nyctimene albiventer
- Pteropus neohibernicus